# Japanese War Bride
Japanese War Bride is een Amerikaanse dramafilm uit 1952 onder regie van King Vidor.

## Verhaal
Jim Sterling, een veteraan van de Koreaanse Oorlog, keert terug naar Californië met zijn Japanse bruid Tae Shimizu. In de Verenigde Staten krijgen Jim en zijn echtgenote te maken met racisme en onverdraagzaamheid van hun buren en familie.

## Rolverdeling
| Acteur            | Personage         |
| ----------------- | ----------------- |
| Shirley Yamaguchi | Tae Shimizu       |
| Don Taylor        | Jim Sterling      |
| Cameron Mitchell  | Art Sterling      |
| Marie Windsor     | Fran Sterling     |
| James Bell        | Ed Sterling       |
| Louise Lorimer    | Harriet Sterling  |
| Philip Ahn        | Eitaro Shimizu    |
| Sybil Merritt     | Emily Shafer      |
| Lane Nakano       | Shiro Hasagawa    |
| Kathleen Mulqueen | Milly Shafer      |
| Orley Lindgren    | Ted Sterling      |
| George Wallace    | Woody Blacker     |
| May Takasugi      | Emma Hasagawa     |
| William Yokota    | Mijnheer Hasagawa |
| Shizue Matsumoto  | Moeder van Tae    |